# Giambono di Corrado
Giambono di Corrado est un peintre italien qui fut actif durant les décennies centrales du XVe siècle.

## Histoire
Giambono di Corrado est né à Raguse (actuelle Dubrovnik), en Croatie, et part très tôt pour Norcia où il est adopté par Olivuccio di Ciccarello duquel il apprend l'art de la peinture. Giambono est documenté, toujours à Norcia, en 1442, au travail dans le chœur de Sant'Agostino avec un groupe de peintres, dont Nicola d'Ulisse de Sienne, Luca di Lorenzo (Luca Alemanno) d'Allemagne, Bartolomeo di Tommaso di Foligno et Andrea de Litio.